# Niedersaal
Niedersaal war eine Ortschaft in der Gemeinde Windeck im Rhein-Sieg-Kreis. Sie bildet heute den östlichen Teil von Saal.

## Lage
Niedersaal liegt auf dem Leuscheid. Nachbarorte sind neben Obersaal Leuscheid im Südwesten und Locksiefen im Nordosten. 

## Geschichte
Das Dorf gehörte zum Kirchspiel Leuscheid und zeitweise zur Bürgermeisterei Herchen.
1830 hatte Saal 132 Bewohner.
1845 hatte der Weiler Niedersaal 62 evangelische Einwohner in 15 Häusern. 1888 hatte Niedersaal 85 Bewohner in 21 Häusern.
1910 gab es hier 18 Haushalte: Ackerer Karl Bachmann, Tagelöhner Karl Dünzer, Ackerer Karl Dünzer, Händler Karl Engelberth, Ackerer und Fleischbeschauer Karl Fuchs, Ackerer Wilhelm Gansauer, Ackerer Wilhelm Heuser, Ackerer Julius Klein, Witwe Heinrich Kuchheuser, Fabrikarbeiter Eduard Orth, Ackerer Gustav Orth, Ackerer und Mühlenbesitzer Johann Gerhard Orth, Fabrikarbeiter Karl Orth, Ackerer Karl Schiefen, Invalide Karl Schumacher, Ackerer Karl Sommer, Fabrikarbeiter Wilhelm Sommer und Maurer Gerhard Weber.
1962 wohnten hier 81 und 1976 75 Personen.